# Darregöl
Darregöl är en sjö i Oskarshamns kommun i Småland och ingår i Viråns huvudavrinningsområde.